# Xiaojie Zhen
Xiaojie Zhen (kinesiska: 小街, 小街镇) är en köping i Kina. Den ligger i provinsen Yunnan, i den sydvästra delen av landet, omkring 51 kilometer nordost om provinshuvudstaden Kunming.
Genomsnittlig årsnederbörd är 939 millimeter. Den regnigaste månaden är juni, med i genomsnitt 217 mm nederbörd, och den torraste är januari, med 10 mm nederbörd.